# Satoshi Kajino
Satoshi Kajino (梶野 智?, Kajino Satoshi; Prefettura di Aichi, 9 novembre 1965) è un ex calciatore giapponese, di ruolo difensore.